# Parthenicus brunneus
Parthenicus brunneus är en insektsart som beskrevs av Van Duzee 1925. Parthenicus brunneus ingår i släktet Parthenicus och familjen ängsskinnbaggar. Inga underarter finns listade i Catalogue of Life.